# Lake District
Lake District (Quận Hồ), còn được gọi là Lakes hoặc Lakeland, là một khu vực miền núi Tây Bắc nước Anh. Vùng này được lập thành một vườn quốc gia từ năm 1951, là một địa điểm du lịch phổ biến, nó nổi tiếng với hồ nước, rừng và đồi núi qua các tác phẩm đầu thế kỷ 19 của William Wordsworth và Lake Poets (các nhà thơ khu vực Hồ), Beatrix Potter, John Ruskin. Với diện tích 2.362 km vuông, khu vực này được UNESCO công nhận là Di sản thế giới vào năm 2017.
Trong lịch sử từng được phân chia giữa Cumberland, Westmorland và Lancashire, Lake District hiện nay hoàn toàn trong hạt Cumbria. Tất cả các ngọn núi ở Anh cao hơn 3.000 feet (914,4 mét) trên mực nước biển đều nằm trong vườn quốc gia này, bao gồm cả Scafell Pike, ngọn núi cao nhất ở Anh với 978 mét. Nó cũng là nơi có hồ nước sâu nhất và dài nhất ở Anh, Wast Water và Windermere.

## Vườn quốc gia Lake District
Vườn quốc gia gần như bao gồm toàn bộ khu vực Lake District, ngoại trừ khu vực thị trấn Kendal và bán đảo Lakeland. Khu vực được công nhận là vườn quốc gia vào ngày 9 tháng 5 năm 1951 và là vườn quốc gia thứ hai ở Anh chỉ sau Peak District. Ranh giới của vườn quốc gia sau đó được điều chỉnh vào năm 2016, theo đó vườn quốc gia được mở rộng thêm 3% theo hướng Vườn quốc gia Yorkshire Dales để kết hợp với khu vực đất có giá trị cảnh quan cao của thung lũng sông Lune. Đây là vườn quốc gia có nhiều du khách ghé thăm nhất tại Anh với 15,8 triệu du khách mỗi năm và khoảng 23 triệu lượt truy cập trang web của nó mỗi ngày khiến nó trở thành vườn quốc gia được ghé thăm nhiều nhất trong số 13 vườn quốc gia ở Anh và xứ Wales và lớn thứ hai tại Vương quốc Liên hiệp Anh, chỉ sau vườn quốc gia Cairngorms ở Scotland. Vườn quốc gia Lake District nhằm bảo vệ cảnh quan bằng cách hạn chế sự thay đổi không mong muốn từ ngành công nghiệp và thương mại. Hầu hết đất đai trong vườn quốc gia đều thuộc sở hữu tư nhân với khoảng 55% đăng ký là đất nông nghiệp.
Các hồ nước và núi tại đây kết hợp tạo ra một phong cảnh vô cùng ấn tượng. Đất nông nghiệp và các khu định cư đã làm thay đổi cảnh quan thiên nhiên và hệ sinh thái bị biến đổi do tác động của con người qua hàng thiên niên kỷ nhưng nó vẫn là một môi trường quan trọng cho các loài động vật hoang dã. Chính phủ đã thất bại trong việc đưa Lake District trở thành một Di sản thiên nhiên thế giới bởi các hoạt động của con người đã ảnh hưởng đến cảnh quan, nhưng đã thành công khi cảnh quan văn hóa của nó đã được UNESCO công nhận theo các tiêu chí ii, v và vi.